# Tarucamarca
Tarucamarca (auch: Taruca Marca) ist eine Ortschaft im Departamento Oruro im südamerikanischen Andenstaat Bolivien.

## Lage im Nahraum
Tarucamarca liegt in der Provinz Pantaleón Dalence im Municipio Huanuni, laut der INE-Statistik als größter Ort des Cantón Cataricahua, laut der Kantonkarte von 2001 jedoch im  Kanton Huanuni gelegen. Die Ortschaft liegt auf einer Höhe von 4272 m an einem nach Osten gerichteten rechten Zufluss des Río Umacata, der weiter über den Río Jachcha Jahuira und den Río Colcha zum Río Chayanta fließt.

## Geographie
Tarucamarca liegt auf dem bolivianischen Altiplano am Westrand der Cordillera Azanaques, einem Teilabschnitt der Cordillera Central. Die Region weist ein ausgeprägtes Tageszeitenklima auf, die durchschnittliche Temperaturschwankung im Tagesverlauf fällt deutlicher aus als im Verlauf der Jahreszeiten.
Die Jahresdurchschnittstemperatur der Region liegt bei knapp 9 °C, die Monatswerte schwanken zwischen 4 °C im Juni/Juli und 11 °C von November bis März (siehe Klimadiagramm Huanuni). Der Jahresniederschlag beträgt nur niedrige 350 mm, von April bis Oktober herrscht eine ausgeprägte Trockenzeit mit Monatswerten von unter 10 mm, nur von Dezember bis März fallen nennenswerte Monatsniederschläge zwischen 55 und 85 mm.

## Verkehrsnetz
Tarucamarca liegt in einer Entfernung von 68 Straßenkilometern südöstlich von Oruro, der Hauptstadt des gleichnamigen Departamentos.
Von Oruro führt die Nationalstraße Ruta 1 in südlicher Richtung 30 Kilometer nach Machacamarca. Dort zweigt die Ruta 6 in südöstlicher Richtung ab und überquert nach weiteren 19 Kilometern vor dem nördlichen Ortseingang von Huanuni den Río Huanuni. Vor der Überquerung der Brücke verlässt man die Ruta 6 und bleibt auf der rechten, nördlichen Seite des Flusses. Nach 300 Metern zweigt eine Nebenstraße nach links ab und erklimmt in zahlreichen Serpentinen den Südhang des Cerro Posokoni bis zu dem sieben Kilometer entfernten Cataricahua.
Man folgt der Straße oberhalb der Ortschaft vier Kilometer weiter in nordöstlicher Richtung, zweigt dann nach links anderthalb Kilometer in nördlicher Richtung ab, fährt dann weiter nach rechts anderthalb Kilometer nach Osten, und zweigt dann nach rechts in südöstlicher Richtung ab, passiert nach zwei Kilometern die Ortschaft Condor Iquiña und fährt danach weitere fünf Kilometer in östlicher und südöstlicher Richtung, bis zu einem nach rechts in südwestlicher Richtung führenden Abzweig nach Tarucamarca.

## Bevölkerung
Die Einwohnerzahl der Ortschaft ist in dem Jahrzehnt zwischen den beiden letzten Volkszählungen gravierend angestiegen:
| Jahr | Einwohner         | Quelle       |
| ---- | ----------------- | ------------ |
| 1992 | keine Detaildaten | Volkszählung |
| 2001 | 24                | Volkszählung |
| 2012 | 243               | Volkszählung |
| 2024 |                   | Volkszählung |

Die Region ist gekennzeichnet durch einen hohen Anteil indigener Bevölkerung, in der Provinz Pantaleón Dalence sprechen 69,8 Prozent der Einwohner Quechua.